# 쩐아인훙
쩐아인훙(베트남어: Trần Anh Hùng / 陳英雄, 1962년 12월 23일 ~ )은 베트남 출생 프랑스의 영화감독, 영화 각본가이다.

## 생애
1962년 베트남 다낭에서 태어남. 프랑스 루이-루미에르 고등 국립학교를 졸업하였고, 졸업 작품으로 첫 단편영화를 만들었다. 장편 데뷔작은 1993년 영화 《그린 파파야 향기》》로, 이 영화를 통해 칸 영화제에서 인정 받았다.

## 작품
- 《그린 파파야 향기》 (1993)
- 《씨클로》 (1995)
- 《여름의 수직선에서》 (2000)
- 《나는 비와 함께 간다》 (2008)
- 《상실의 시대》 (2010)
- 《이터너티》 (2016)
- 《프렌치 수프》 (2023)